# 企鹅先生
《企鹅先生》是一款由Hudson Soft公司制作的街机益智游戏。游戏于1983年在MSX、FM-7、NEC PC-6001、NEC PC-8801发行，并于1985年移植至FC游戏机。
在FC游戏机版本中，玩家控制着两只企鹅。他们分别为情侣。他们行动的时候分别为镜像移动。企鹅需要喷雾来攻击蜘蛛。